# ان‌جی‌سی ۱۰۲

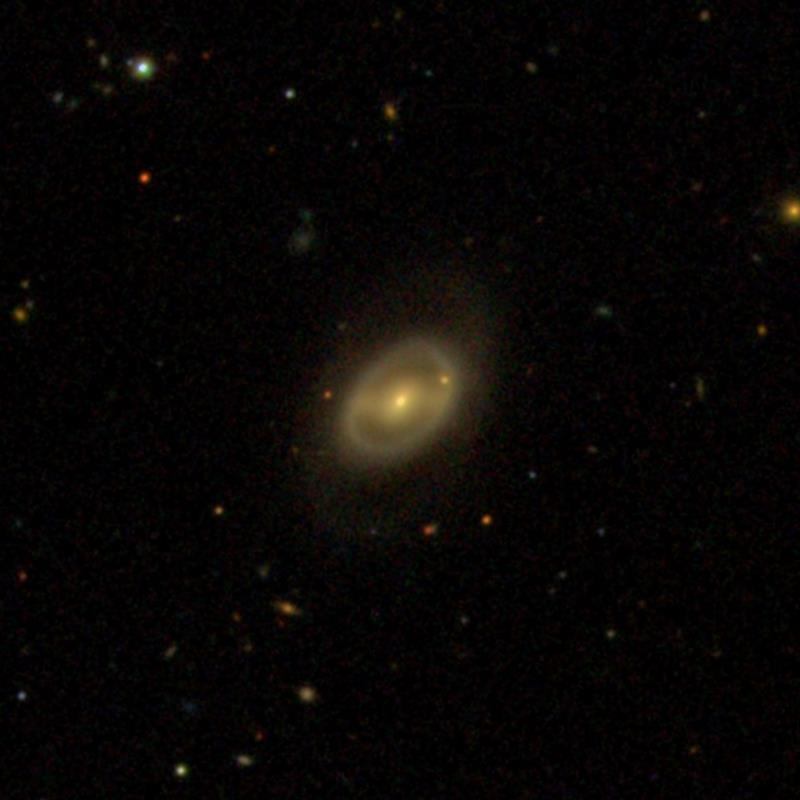
ان‌جی‌سی ۱۰۲

ان‌جی‌سی ۱۰۲ (به انگلیسی: NGC 102) یک کهکشان با قدر ظاهری ۱۴ است که در صورت فلکی نهنگ قرار دارد.